# Вежбиця-Гурна
Вежбиця-Гурна (пол. Wierzbica Górna, нім. Würbitz, 1936-45: Oberweiden O.S.) — село в Польщі, у гміні Волчин Ключборського повіту Опольського воєводства.
Населення — 1098 осіб (2011).

## Демографія
Демографічна структура станом на 31 березня 2011 року:
|          | Загалом | Допрацездатний вік | Працездатний вік | Постпрацездатний вік |
| -------- | ------- | ------------------ | ---------------- | -------------------- |
| Чоловіки | 541     | 101                | 389              | 51                   |
| Жінки    | 557     | 107                | 336              | 114                  |
| Разом    | 1098    | 208                | 725              | 165                  |